# Giovanni Tebaldi
Giovanni Tebaldi (Parma, 29 agosto 1787 – Parma, 1858/1862) è stato un pittore italiano.

## Biografia
Fu allievo di Domenico Muzzi, alla morte del quale passò alla scuola di Biagio Martini. Con l'opera Morte di Adamo vinse il concorso dell'Accademia di Belle Arti del 1819. L'anno precedente aveva vinto un viaggio di studio a Roma, dove soggiornò assieme all'amico e pittore Michele Plancher. A Roma conobbe Ferdinando Boudard e ne divenne amico. Andò poi a Firenze, dove lo mantenne a proprie spese la duchessa Maria Luigia. Al ritorno a Parma gli fu affidato l'incarico di sostituto di pittura nell'Accademia ducale di Parma.
Nel 1829 Maria Luigia gli commissionò due importanti dipinti con le storie di San Lodovico per la cappella a lui intitolata. In queste opere si ispirò ai lavori di Joseph von Führich e Schnorr von Carolsfeld, visti da Tebaldi durante il soggiorno romano.  Nello stesso anno Maria Antonietta, figlia di Ferdinando di Borbone, gli commissionò la pala San Rocco che guarisce gli appestati, nella chiesa di San Rocco. La tela fu terminata l'anno seguente ed esposta nella Galleria dell'accademia ma non fu molto gradita dalla committente che, pur retribuendo il Tebaldi, ne fece eseguire una seconda da Francesco Scaramuzza, che la consegnò nel 1831. Lo sfortunato dipinto fu riesposto nel 1837 a una mostra nel Palazzo del Giardino di Parma e poi sistemata nel 1914 nella chiesa di Sant'Uldarico.
Si conosce poco altro della vita di Giovanni Tebaldi, se non che ebbe una figlia anch'essa pittrice.

## Opere
Oltre alle già citate, si conoscono le seguenti opere di Giovanni Tebaldi, tutte commissionate dalla duchessa Maria Luigia:
- San Gregorio Magno che prega per le anime purganti (1832), nella chiesa di San Vitale.
- Beatrice Cenci (1835), esposta al pubblico e poi ereditata da Leopoldo d'Austria.
- Nascita del Redentore (1837), esposta nel 1838 e quindi donata alla chiesa di San Lazzaro presso Parma.
- La distribuzione delle venture (1840), eseguita nella chiesa della Steccata.
- San Vincenzo de' Paoli con le suore della carità (1842), ereditata da Leopoldo d'Austria.
- La Sacra Famiglia (1843), ereditata da Leopoldo d'Austria.
- Santa Teresa (1844), ereditata da Leopoldo d'Austria.
- I Santi Pietro, Paolo, Domenico e  Liberata (1845), esposto nel 1846 e poi donato alla chiesa di Felino.
- San Rocco (1846), donato alla chiesa di Musiara Superiore.
- San Silvestro Papa (1847), donato alla chiesa di Scipione Castello.
- La partenza d'Ovidio per l'esilio (1822), custodita nell'Accademia di Belle Arti di Brera.